# Вспомогательная единица гмины
Вспомогательная единица гмины (пол. jednostka pomocnicza gminy) — в современной Польше локальное сообщество самоуправления. Вспомогательными единицами гмин являются солецтва (пол. dzielnice, osiedla: ), районы (пол. miasta: dzielnice, osiedla) и другие, даже города (пол. jednostka pomocnicza gminy: miasta). Способы создания, объединения, раздела и ликвидации этих единиц регулирует устав каждой гмины.

## Территории
Общегосударственное право не определяет, какую территорию может занимать вспомогательная единица гмины. Поэтому она может, по решения местных властей, занимать часть населённого пункта, один населённый пункт либо два и более населённых пунктов. Обычно, но не всегда, солецтво охватывает территорию деревни либо её части, а районы создают в городах. Иногда однако наоборот, солецтва создают в городах. Общегосударственное право не запрещает такой практики.
Вспомогательная единица гмины может также делится на вспомогательные единицы нижнего порядке.

## Создание
Вспомогательную единицу гмины может создать (это не является обязательным) исключительно совет гмины в форме постановления, обязательно после консультаций с жителями либо по их инициативе. Совет гмины даёт вспомогательной единице устав, в котором определяет её название, территорию, организацию и задачи органов управления, формы контроля и надзора над её деятельностью.

## Учреждения и их компетенция
Вспомогательные единицы гмины имеют свои органы управления. В солецтве законодательным органом является заседание жителей, а исполнительным — солтыс. Деятельность солтыса поддерживает совет солецтва. Совет солецтва и солтыс избираются жителями солецтва на тайных выборах. В районах законодательным органом обычно является совет (возможно также заседание жителей вместо совета), а исполнительным — управление с заместителем во главе. Совет районов выбирают жители в результате тайных выборов.
Солтыс (соответственно также заместитель управления района) может участвовать в качестве наблюдателя на заседаниях совета гмины.
Совет гмины может назначать солтысам (заместителям управления районов), членам управления районов, членам совета солецтва комиссионные (денежные вознаграждения).
С 2009 года солецтва (это не касается других вспомогательных единиц гмин) могут пользоваться средствами из специального фонда солецтва.